# Катерини (дем)
Катерини (на гръцки: Δήμος Κατερίνης, Димос Катеринис) е дем в област Централна Македония на Република Гърция. Център на дема е град Катерини.

## Селища
Дем Катерини е създаден на 1 януари 2011 година след обединение на пет стари административни единици – демите Катерини, Елафина, Коринос, Паралия, Петра, Пиерия по закона Каликратис.

### Демова единица Елафина
Според преброяването от 2001 година дем Елафина (Δήμος Ελαφίνας) с център в Палео Керамиди има 5213 жители и в него влизат следните демови секции и селища:
- Демова секция Палео Керамиди

- село Палео Керамиди (Παλαιό Κεραμίδι)

- Демова секция Аронас

- село Аронас (Αρωνάς)

- Демова секция Ексохи

- село Ексохи (Εξοχή)
- село Токсо (Τόξο)

- Демова секция Елафос

- село Елафос (Έλαφος)

- Демова секция Каталония

- село Каталония (Καταλώνια)

- Демова секция Лагорахи

- село Лагорахи (Λαγόρραχη)
- село Мелиади (Μελιάδι)

- Демова секция Мосхопотамос

- село Мосхопотамос (Μοσχοπόταμος)

- Демова секция Трилофос

- село Трилофос (Τρίλοφος, старо Тохово)

### Демова единица Катерини
Според преброяването от 2001 година дем Катерини има 56 434 жители и в него влизат следните демови секции и селища:
- Демова секция Катерини

- град Катерини (Κατερίνη)
- село Андромахи (Ανδρομάχη)
- село Неа Храни (Νέα Χράνη)
- село Нео Керамиди (Νέο Κεραμίδι)
- село Олимпиаки Акти (Ολυμπιακή Ακτή)

- Демова секция Ано Агиос Йоанис

- село Ано Агиос Йоанис (Άνω Άγιος Ιωάννης)
- село Неос Ано Агиос Йоанис (Νέος Άνω Άγιος Ιωάννης)

- Демова секция Ганохора

- село Ганохора (Γανόχωρα)

- Демова секция Неокесария

- село Неокесария (Νεοκαισάρεια)

- Демова секция Своронос

- село Своронос (Σβορώνος, старо Колокури)
- село Агия Варвара (Αγία Βαρβάρα)
- село Просилио (Προσήλιο)

### Демова единица Коринос
Според преброяването от 2001 година дем Коринос (Δήμος Κορινού) с център в Коринос има 6611 жители и в него влизат следните демови секции и селища:
- Демова секция Коринос

- село Коринос (Κορινός)
- село Паралия Корину (Παραλία Κορινού)

- Демова секция Като Агиос Йоанис

- село Като Агиос Йоанис (Κάτω Άγιος Ιωάννης)

- Демова секция Кукос

- село Кукос (Κούκκος)

- Демова секция Неа Трапезунда

- село Неа Трапезунда (Νέα Τραπεζούντα)

- Демова секция Севасти

- село Севасти (Σεβαστή)

### Демова единица Паралия
Според преброяването от 2001 година дем Паралия (Δήμος Παραλίας) с център в Калитеа има 5213 жители и в него влизат следните демови секции и селища:
- Демова секция Калитеа

- село Калитеа (Καλλιθέα)

- Демова секция Паралия

- село Паралия (Παραλία)

- Демова секция Перистаси

- село Перистаси (Περίσταση)

### Демова единица Петра
Според преброяването от 2001 година дем Петра (Δήμος Πέτρας) с център в Като Миля има 6246 жители и в него влизат следните демови секции и селища:
- Демова секция Милия

- село Като Милия (Κάτω Μηλιά)
- село Ано Милия (Άνω Μηλιά)
- село Кариес (Καρυές)
- село Милия (Μηλιά)
- село Фтери (Φτέρη)

- Демова секция Агиос Димитриос

- село Агиос Димитриос (Άγιος Δημήτριος)

- Демова секция Лофос

- село Лофос (Λόφος)
- село Рахи (Ράχη)

- Демова секция Мосхохори

- село Мосхохори (Μοσχοχώρι)

- Демова секция Фотина

- село Фотина (Φωτεινά)
- село Петра (старо Локово, Πέτρα)
- село Скотина (Σκοτεινά)
- Психиатрична болница в Петра

### Демова единица Шапка
Според преброяването от 2001 година дем Шапка (Δήμος Πιερίων) с център в Ритини има 2811 жители и в него влизат следните демови секции и селища:
- Демова секция Ритини

- село Ритини (Ρητίνη)

- Демова секция Врия

- село Врия (Βρία, старо Вряза, Бряза)

- Демова секция Елатохори

- село Елатохори (Ελατοχώρι)